# Lepiota lilacea
Lepiota lilacea (Giacomo Bresadola, 1892) din încrengătura Basidiomycota în familia Agaricaceae și de genul Lepiota este o specie de ciuperci saprofite, ce descompune resturi vegetale, fiind suspectă și probabil otrăvitoare. O denumire populară nu este cunoscută. Specia trăiește în România, Basarabia și Bucovina de Nord, preponderent de la câmpie  la deal, pe sol preferat bogat în nutrienți prin iarbă, în grupuri mai mari, de obicei în afara pădurilor de foioase și mixte, mai mult la marginea lor și a drumurilor precum în grădini, ogoare, pajiști și parcuri. Timpul apariției este din (iunie) iulie până în noiembrie.

## Taxonomie
Numele binomial a fost determinat de renumitul micolog italian Giacomo Bresadola drept Lepiota lilacea, publicat în volumul 2 al operei sale Fungi tridentini novi vel nondum delineati et iconibus illustrati din 1892. Acest taxon reprezintă și numele curent valabil (2020). Toate celelalte denumiri sunt acceptate sinonim, dar, nefiind folosite sunt neglijabile.
Epitetul este derivat din cuvântul latin (latină lilaceus=slab violet, de culoarea liliacului).

## Descriere
Ordinul Agaricales este de diversificare foarte veche (între 178 și 139 milioane de ani), începând din timpul perioadei geologice în Jurasic în diferență de exemplu cu genul Boletus (între 44 și 34 milioane de ani).

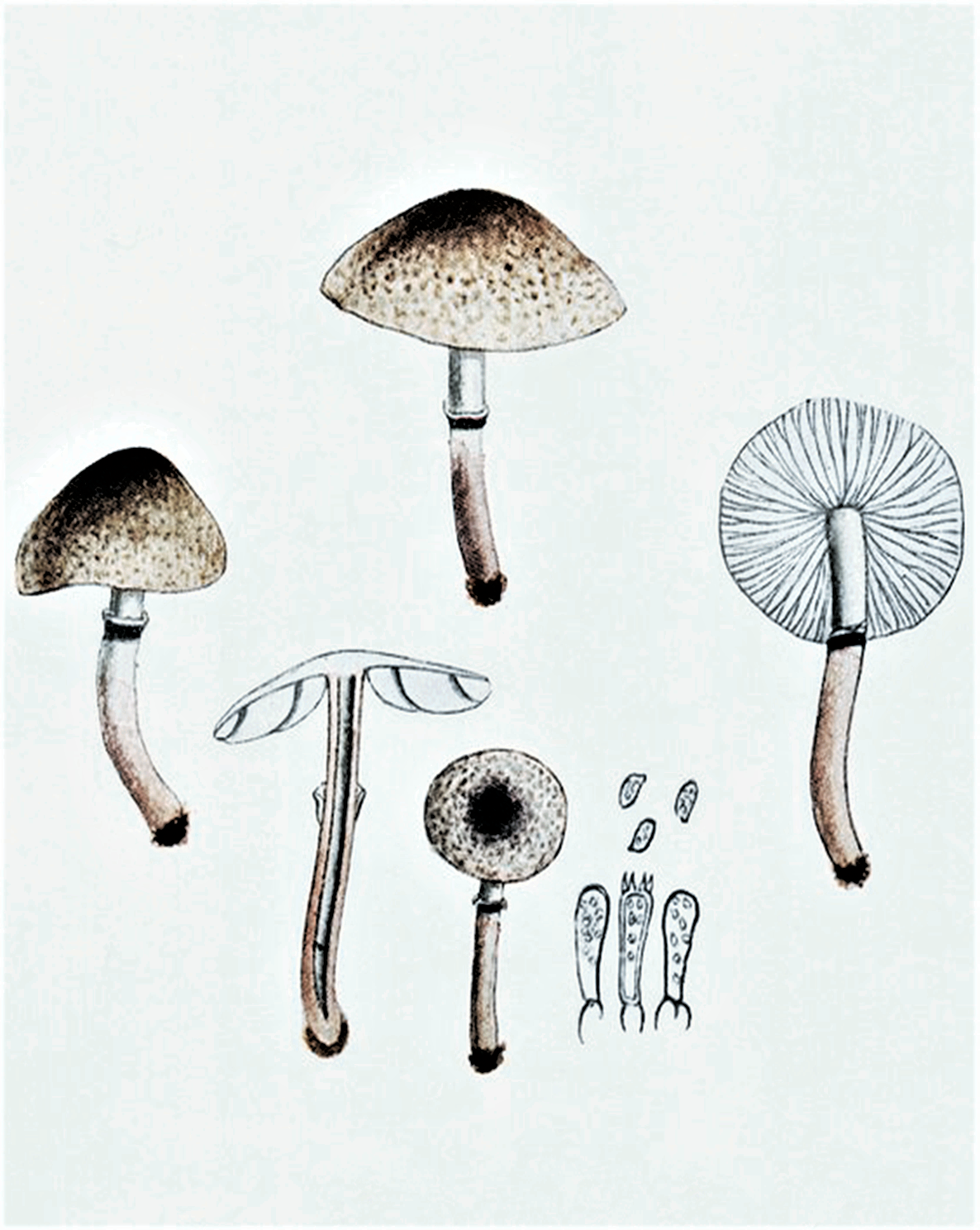
Bres.: Lepiota lilacea

- Pălăria: are un diametru de 3-5 (7)cm, este uscată, destul de subțire, inițial emisferică, repede conică, apoi luând forma de clopot și devenind în sfârșit ondulat aplatizată cu rupturi la margine, uneori cu un gurgui mic central. Cuticula albicioasă, foarte slab violetă, este presărată cu o mulțime de solzi mai mari și mai mici, aranjați concentric și înmulțiți spre mijloc, de un colorit variabil, în centru de obicei mai închis, care poate fi gri-brun, brun-roșcat, castaniu, negricios, nu rar cu nuanțe liliaceu-purpurii.
- Lamelele: sunt libere, spațiate, bulboase și destul de groase, cu lameluțe intercalate, muchiile albicioase fiind alb-flocoase. Coloritul, pentru lung timp albui, devine la bătrânețe palid crem până crem-gălbui.
- Piciorul: are o lungime de 4-5cm, având un diametru de  0,3-0,6cm, este cilindric, adesea îndoit, numai foarte puțin îngroșat la bază, inițial plin, apoi gol pe dinăuntru. Suprafața inițial fibros-cleioasă, în vârstă golașă, este în tinerețe albicioasă, mai târziu de un roz-liliaceu nu prea puternic, spre bază vinaceu. Prezintă un inel pielos, crescător, destul de pronunțat care este pe partea de sus alb, iar pe dedesubt violet închis cu marginea gri-rozalie.
- Carnea: este destul de subțire și moale, albă, spre bază roșiatică având un miros inițial imperceptibil, apoi slab fructuos, precum un gust plăcut.[3][4]
- Caracteristici microscopice: sporii foarte mici, netezi, elipsoidali și ascuțiți într-un vârf, sunt hialini, (translucizi) granulați în interior, amiloizi (ce înseamnă colorabilitatea structurilor tisulare folosind reactivi de iod), având o mărime de 4-5 x 2-2,5 microni. Pulberea lor este albă. Basidiile pediculate în formă de măciucă poartă câte 4 sterigme fiecare și măsoară 20-25 x 6-8 microni. Cistidele (elemente sterile situate în stratul himenal sau printre celulele din pielița pălăriei și a piciorului, probabil cu rol de excreție) clavate, rotunjite la capăt și pediculate sunt asemănător de mari.[8]
- Reacții chimice: nu sunt cunoscute.[3][4]

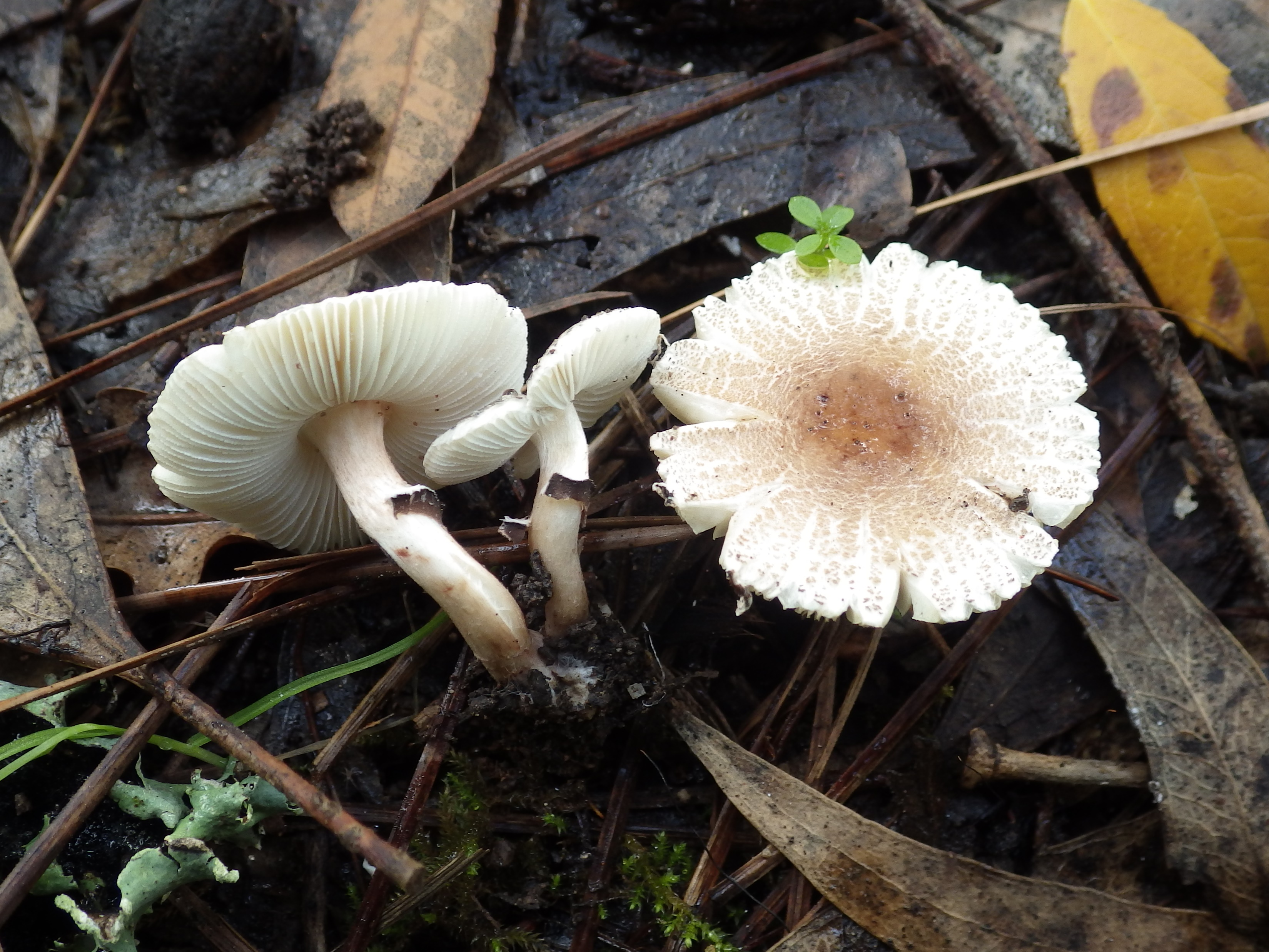
L. lilacea, pălărie, lamele și picior
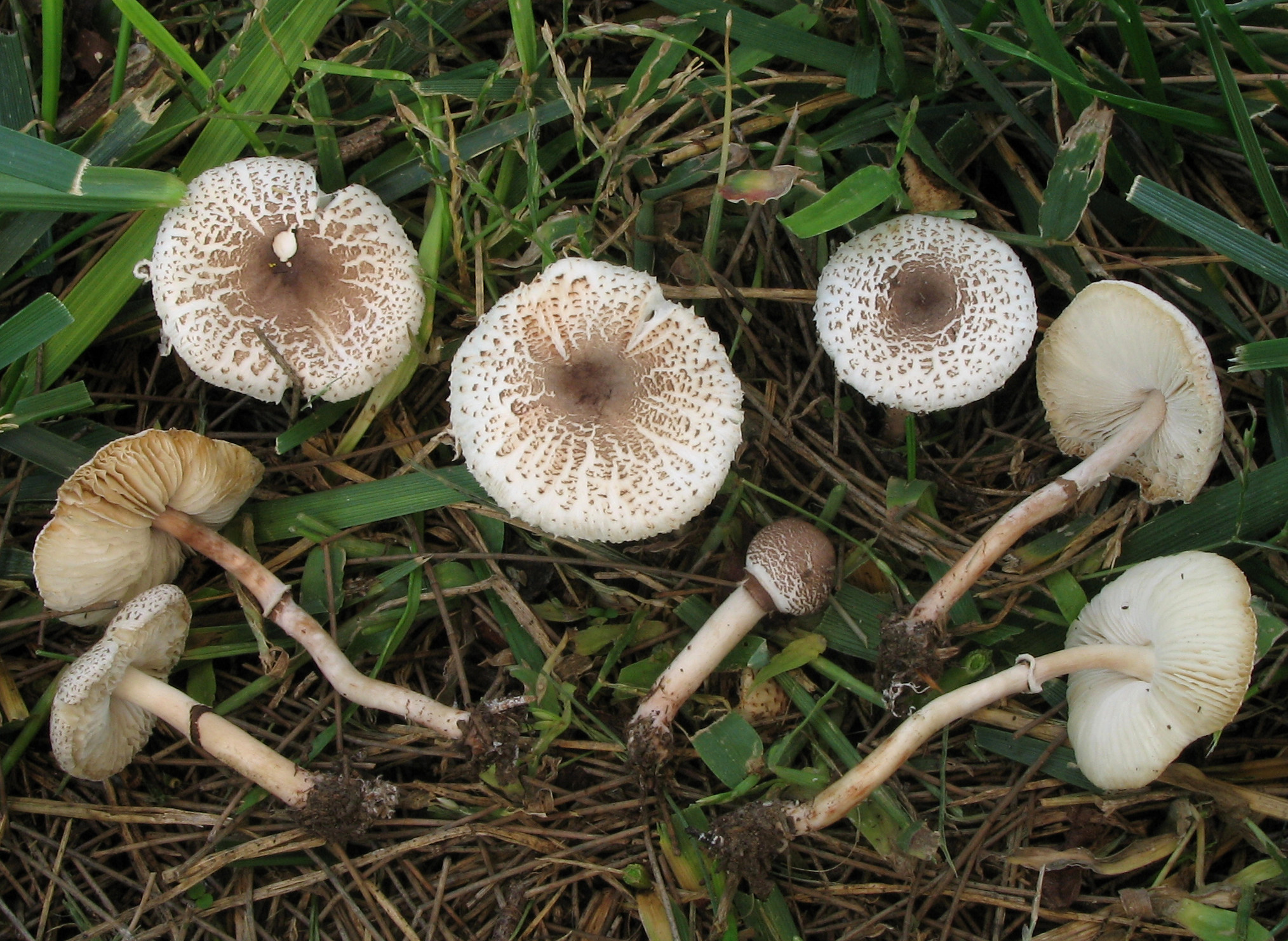
L. lilacea tinere, mature și bătrâne

## Confuzii
Lepiota lilacea poate fi confundată cu specii ale genului preponderent otrăvitoare sau chiar letale, cum sunt de exemplu: Lepiota boudieri, Lepiota brunneoincarnata (letală), Lepiota castanea (letală), Lepiota clypeolaria, Lepiota cristata, Lepiota eriophora (miros aromatic, de ciuperci), Lepiota erminea (necomestibilă), Lepiota felina, Lepiota helveola,, Lepiota hystrix (necomestibilă), Lepiota kühneri (letal) + imagini, Lepiota magnispora, Lepiota ochraceofulva (suspectă, probabil otrăvitoare), Lepiota perplexa, Lepiota pseudolilacea sin. Lepiota pseudohelveola (letală) sau Lepiota subincarnata (letală).

## Specii asemănătoare în imagini

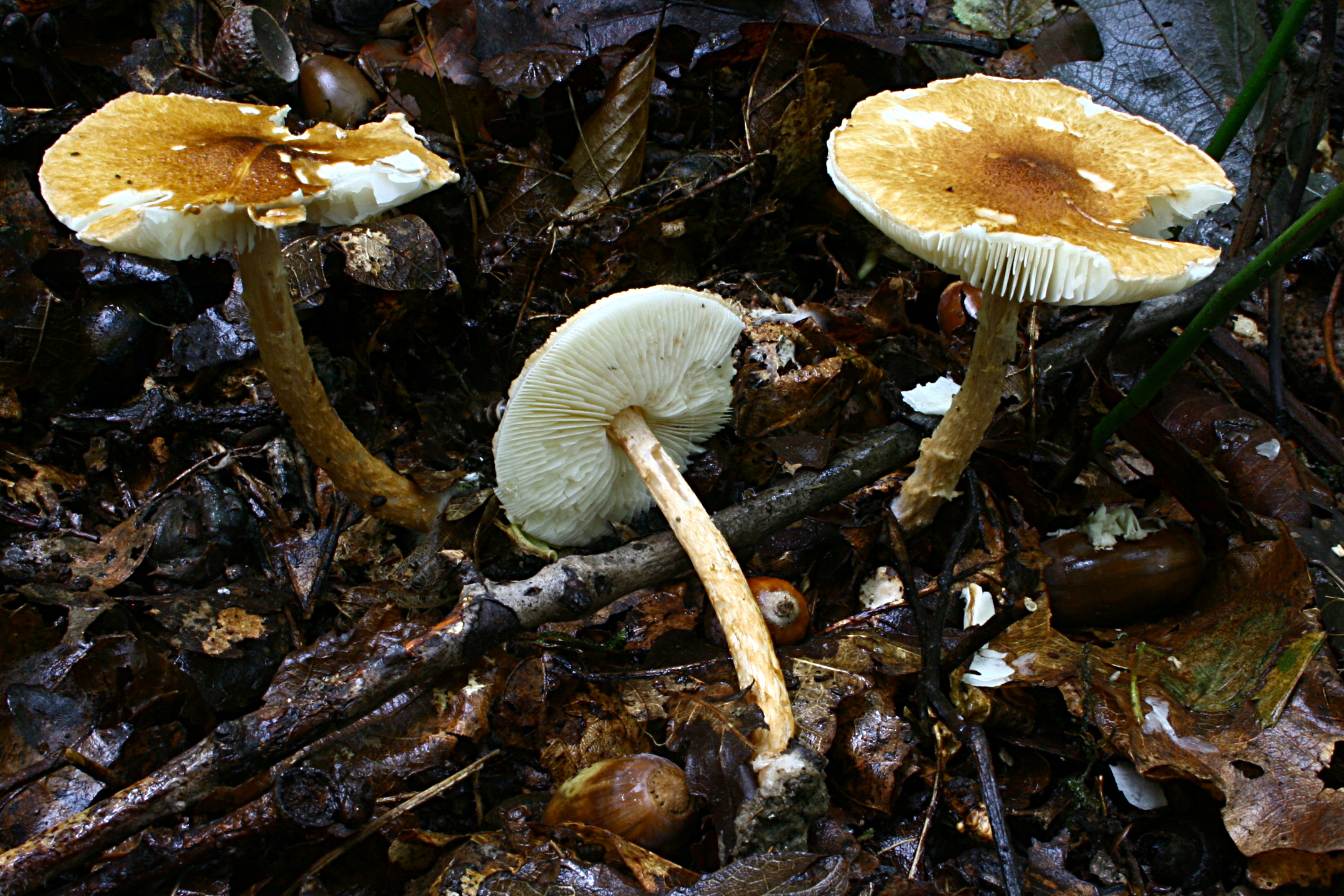
!!Lepiota boudieri!!
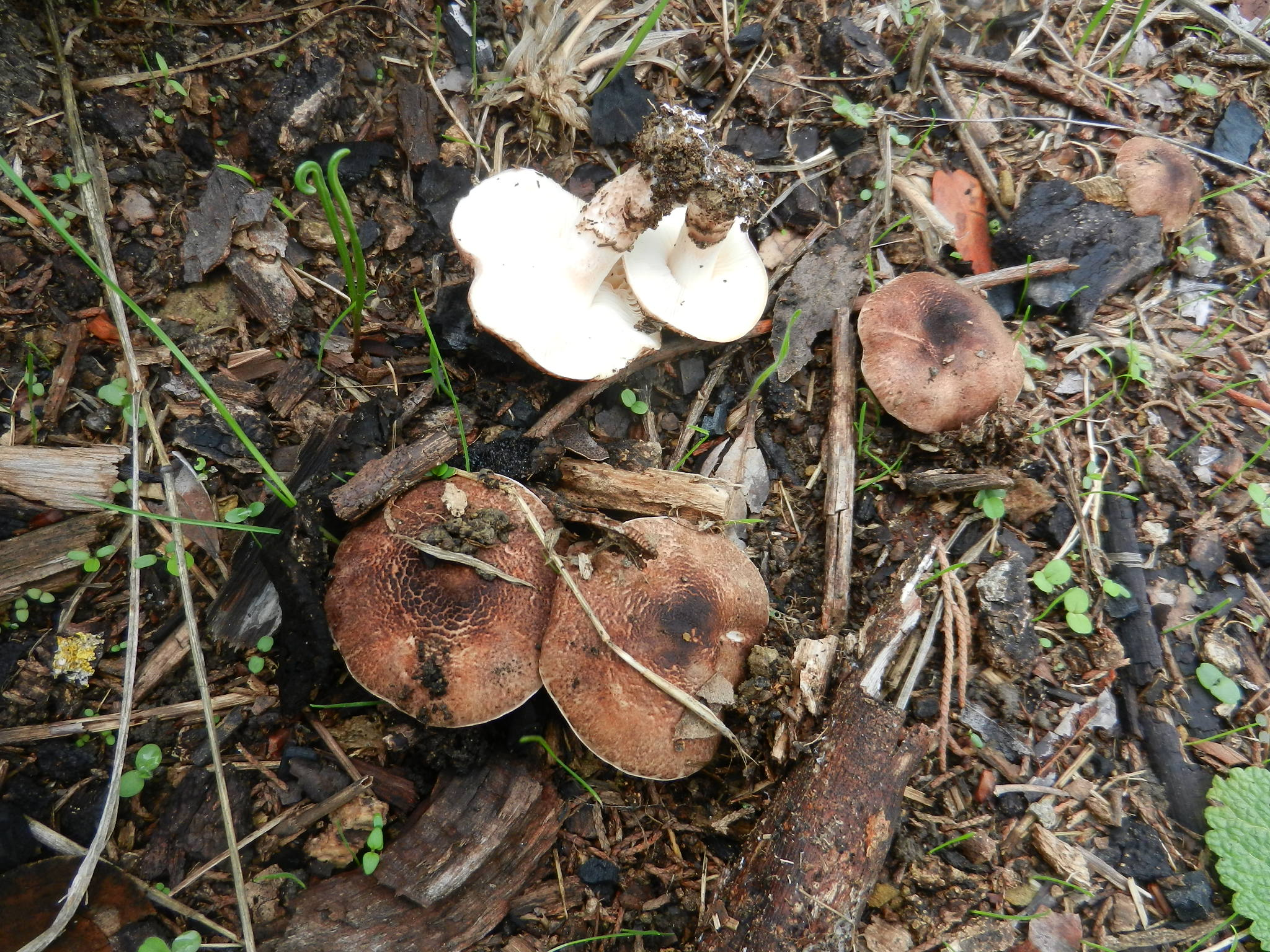
!!!Lepiota brunneoincarnata!!!
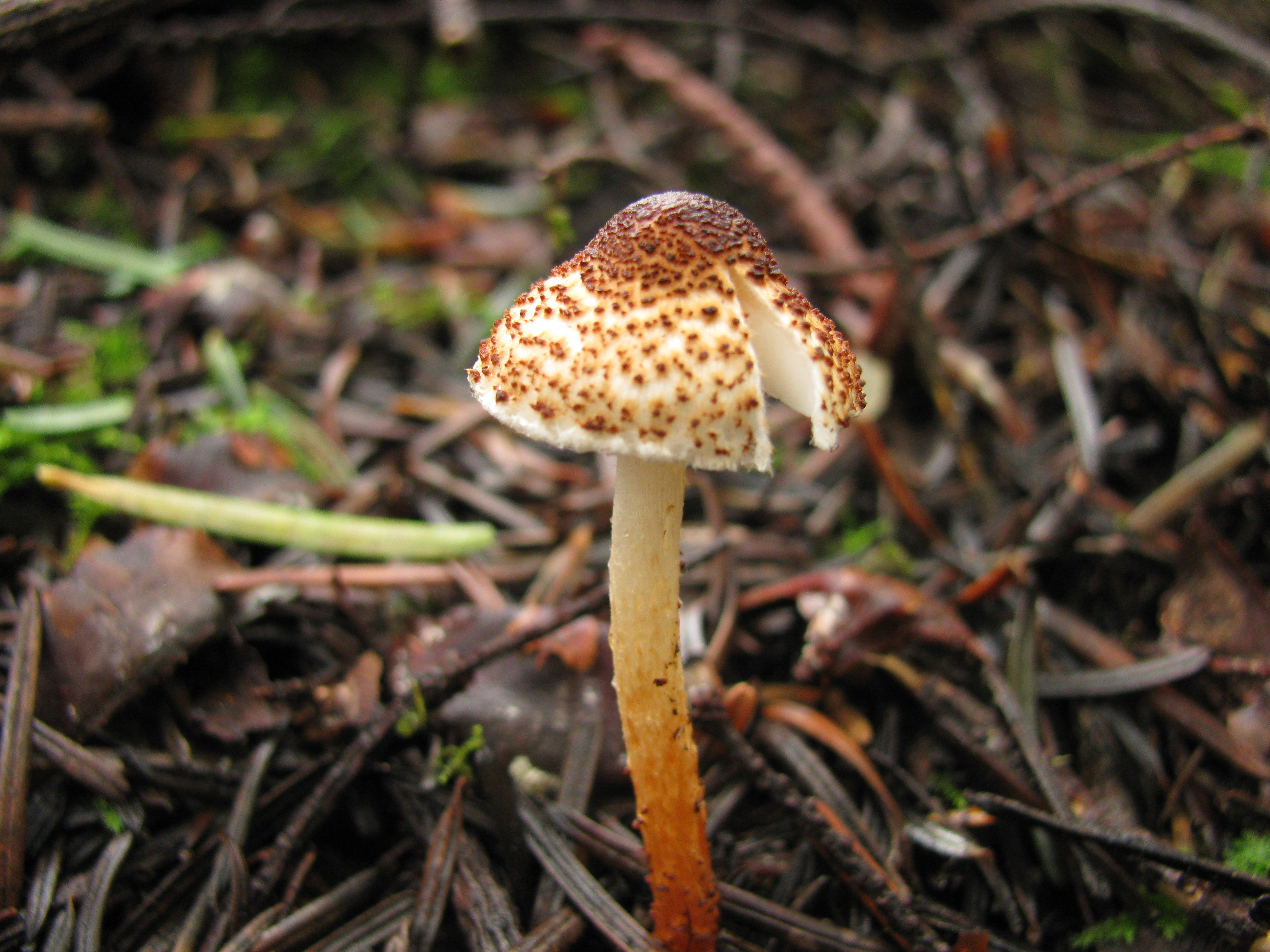
!!!Lepiota castanea!!!
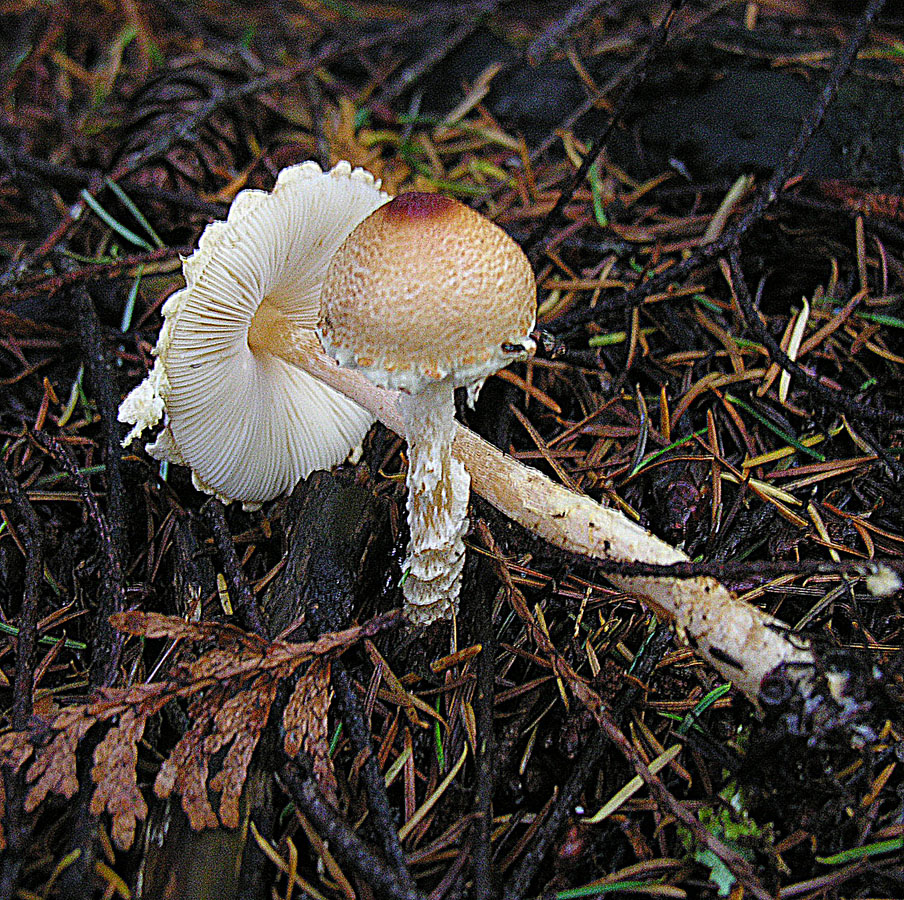
!!Lepiota clypeolaria!!
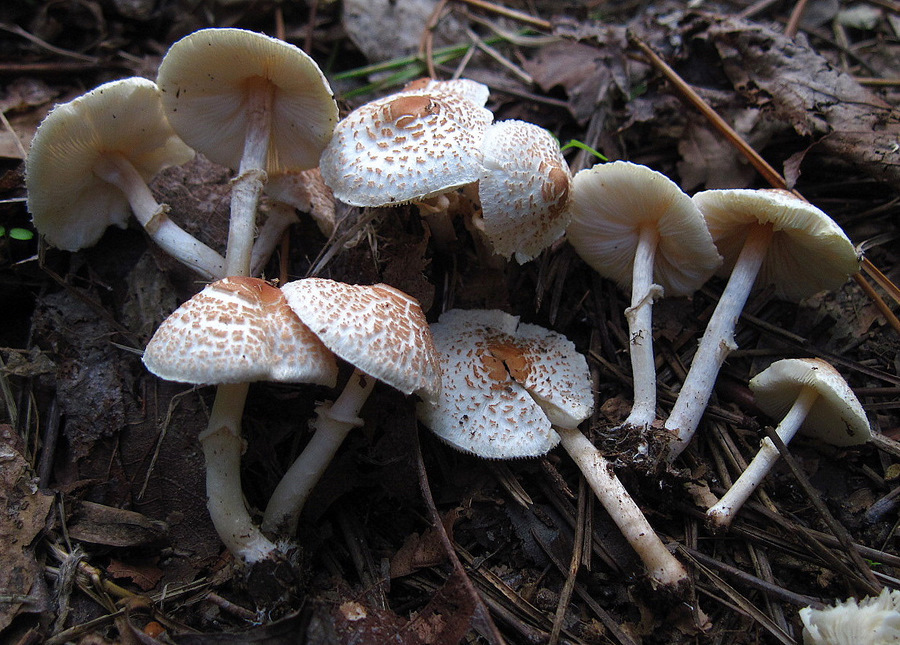
!!Lepiota cristata!!
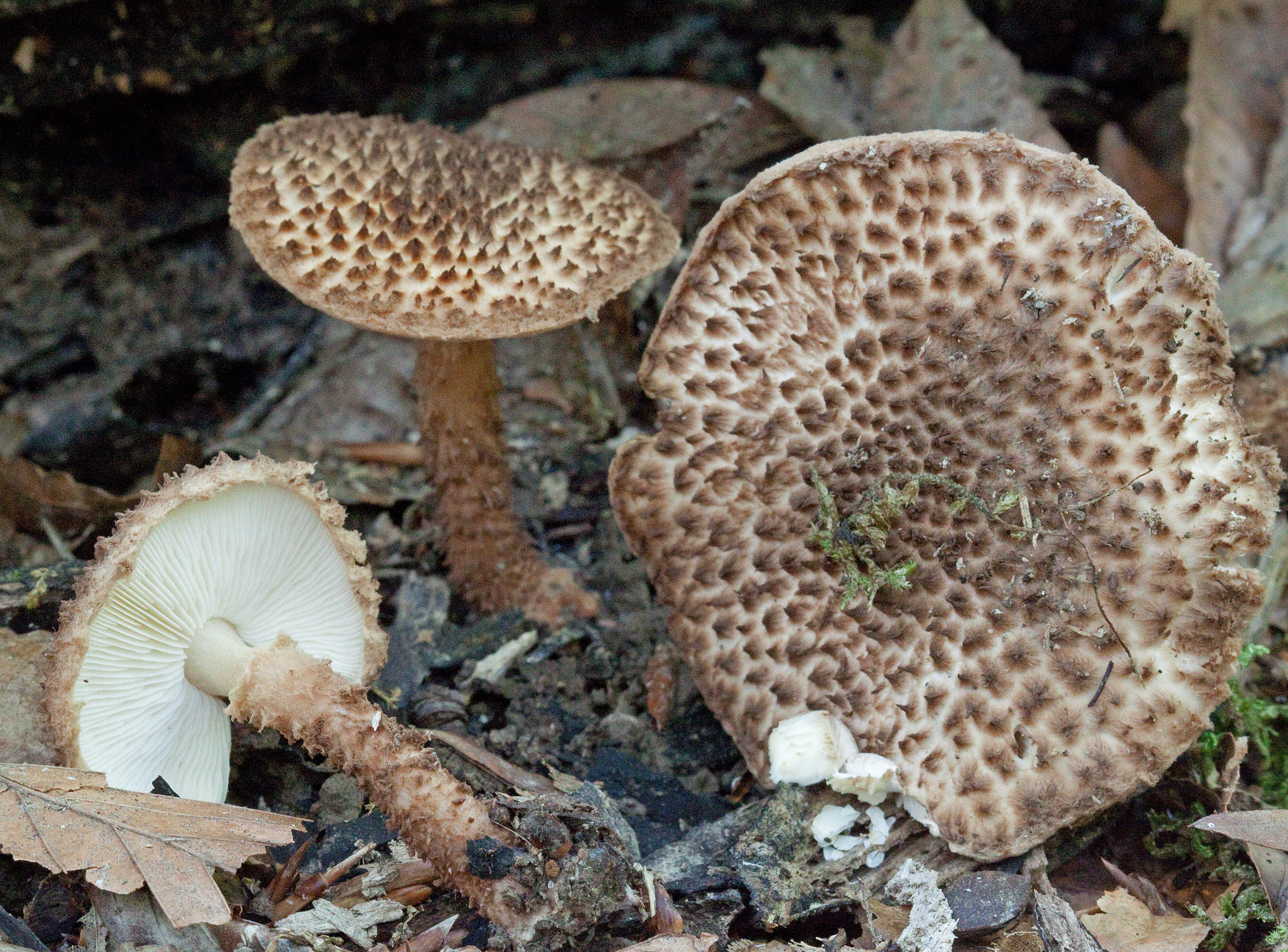
!!Lepiota eriophora!!
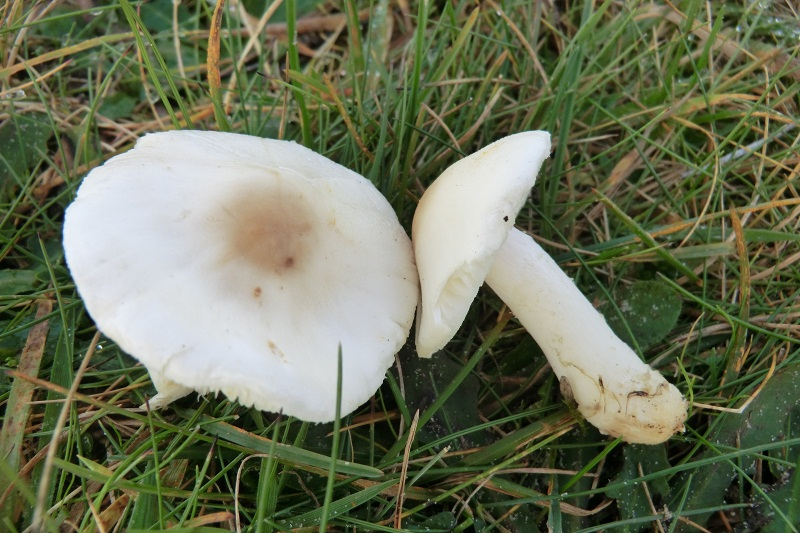
!Lepiota erminea!
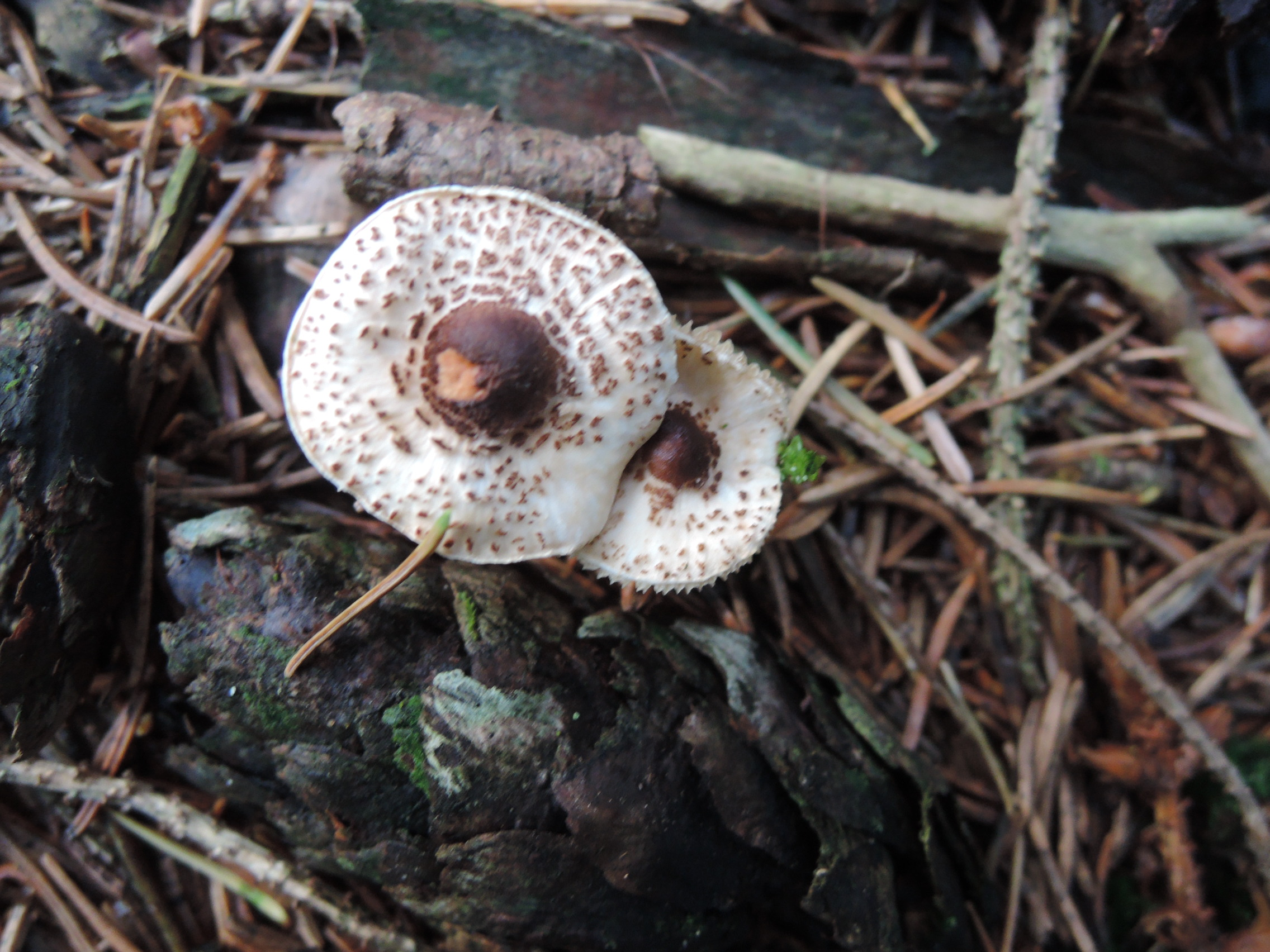
!!Lepiota felina!!

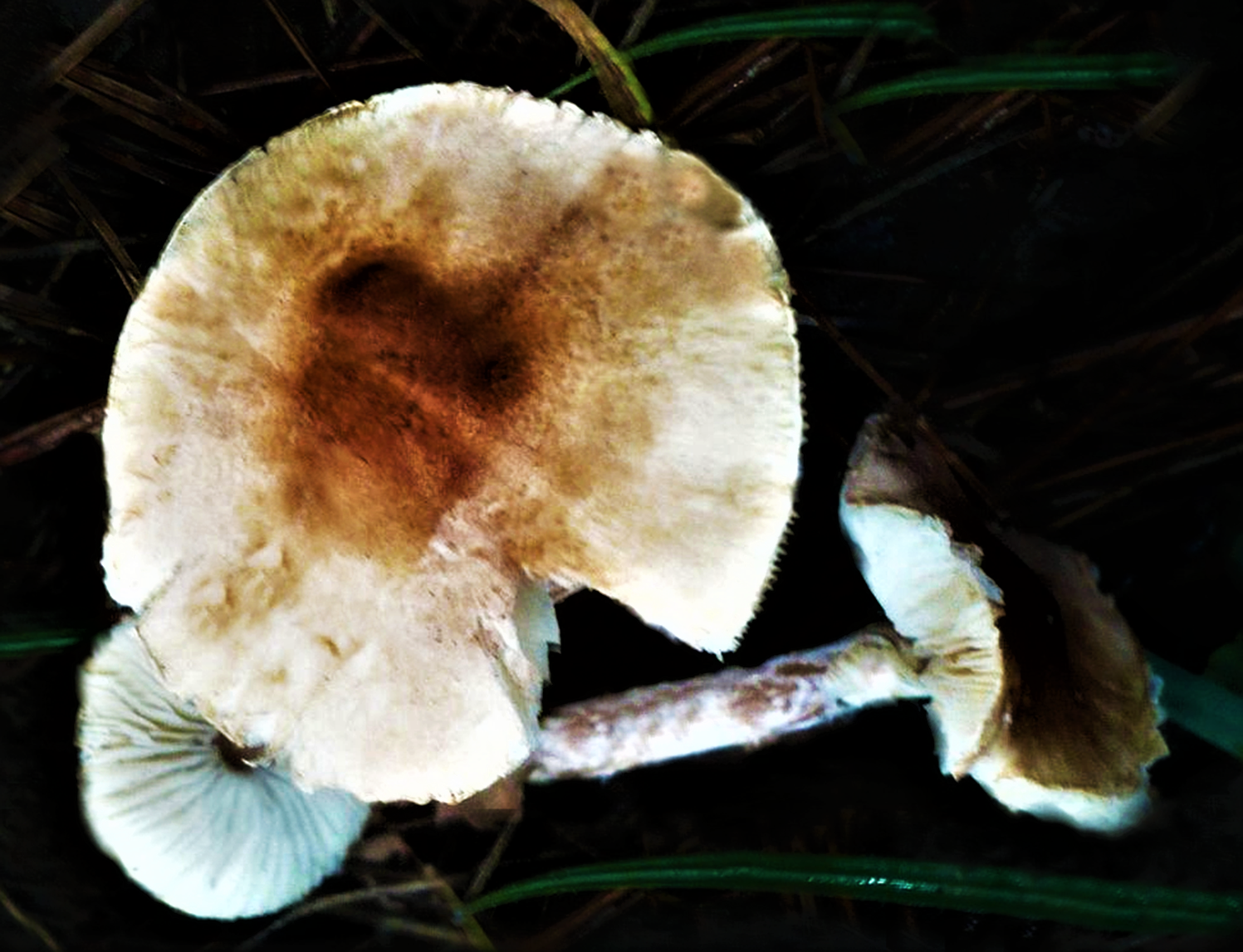
!!!Lepiota helveola!!!
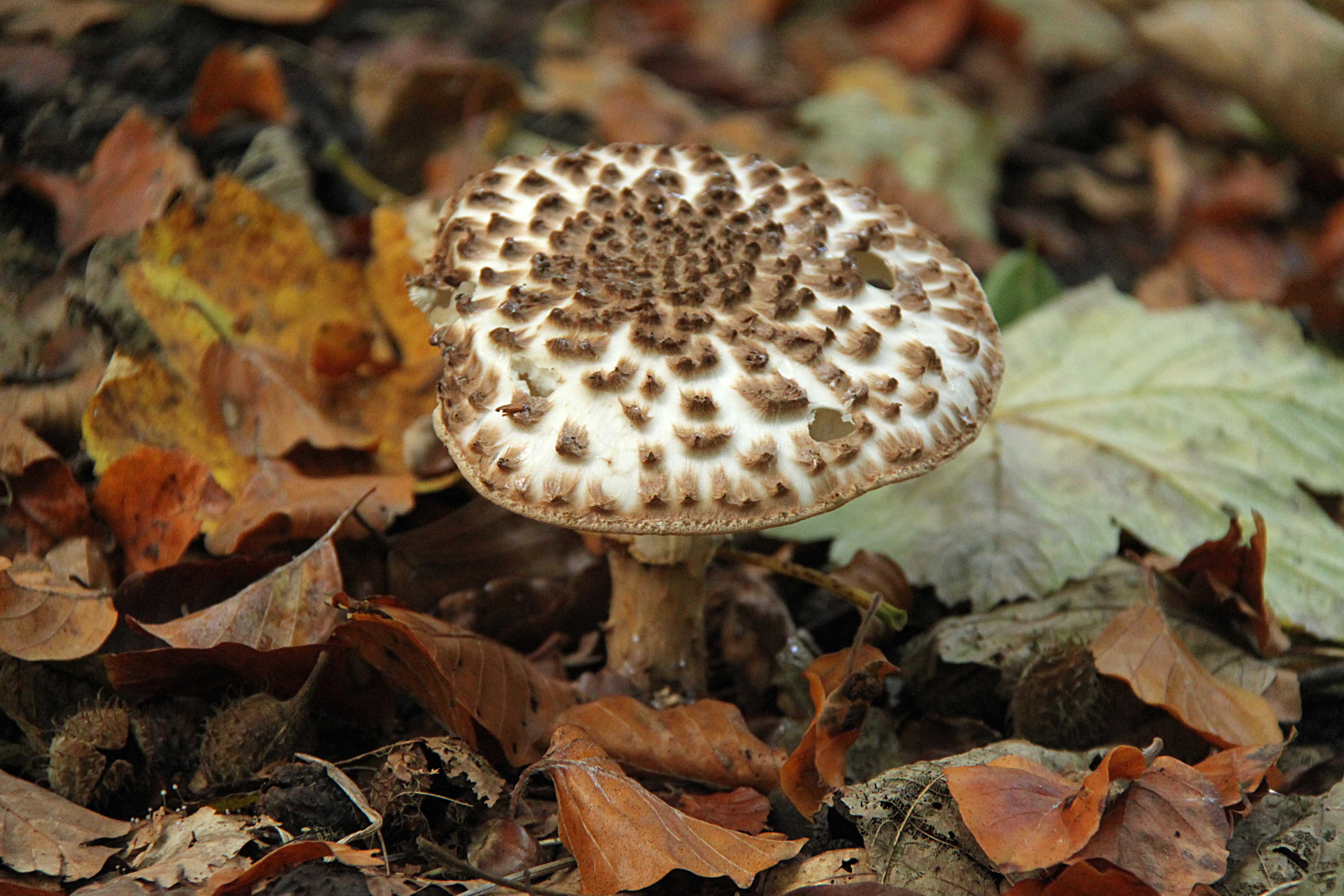
!Lepiota hystrix!
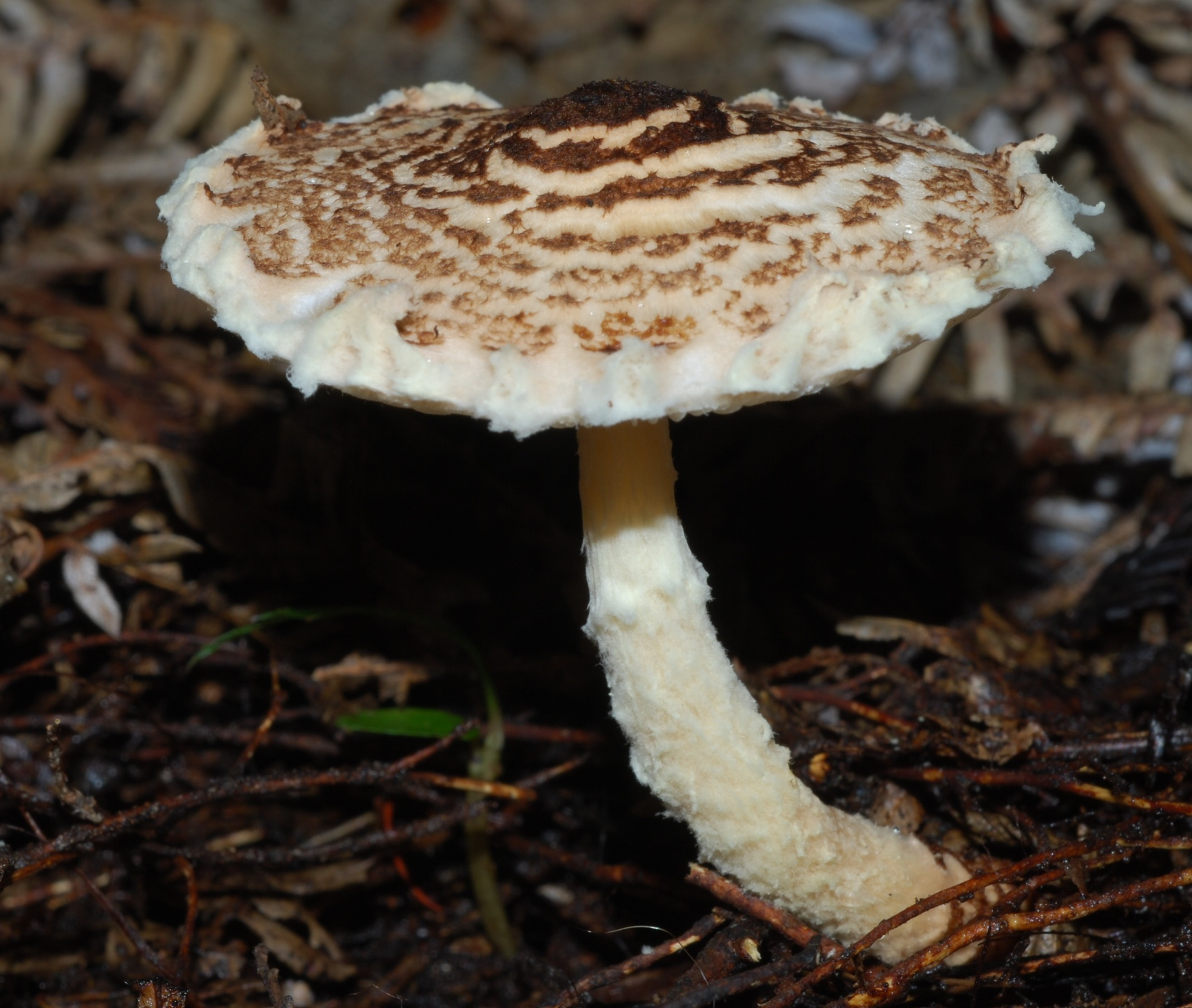
!!Lepiota magnispora!!
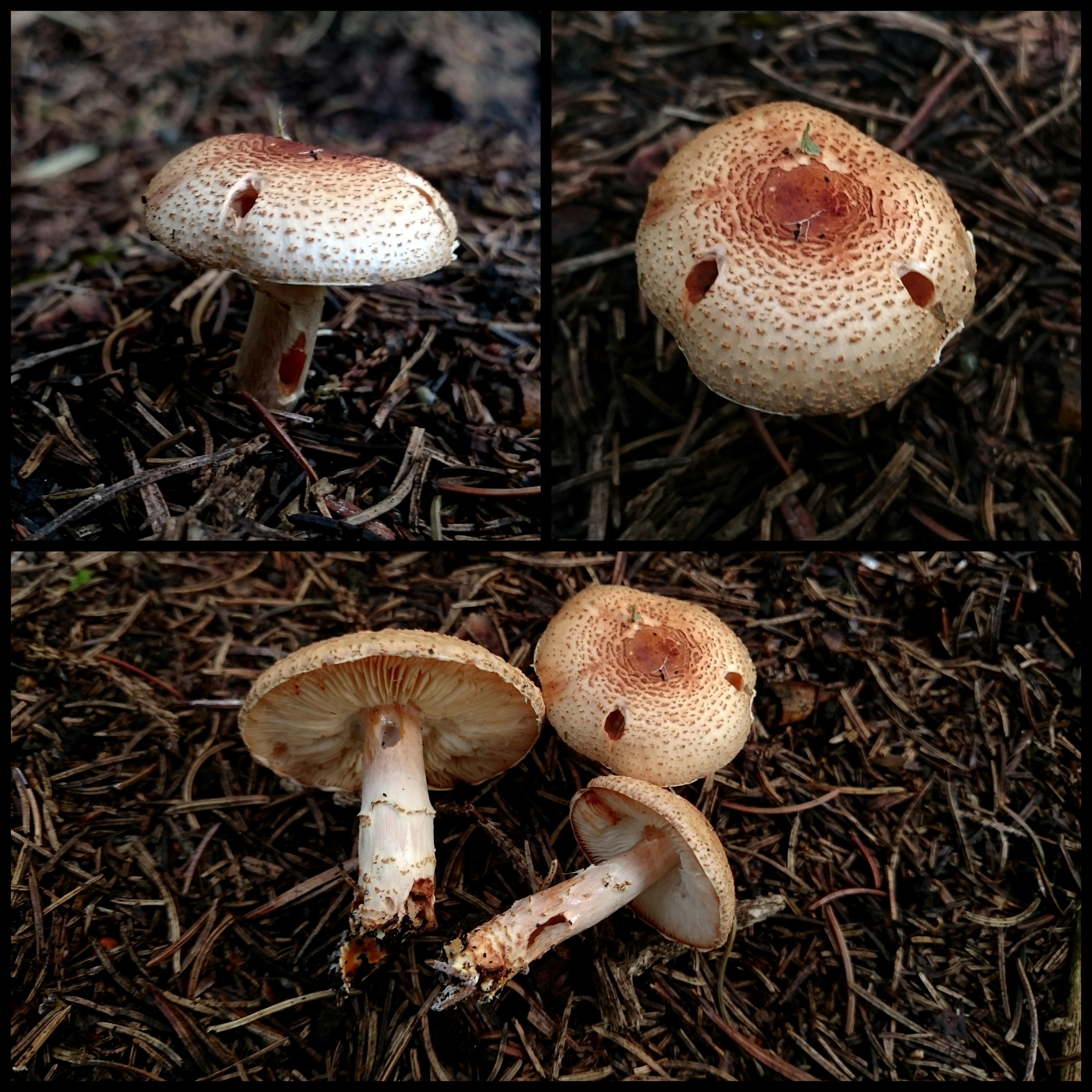
!!Lepiota ochraceofulva!!
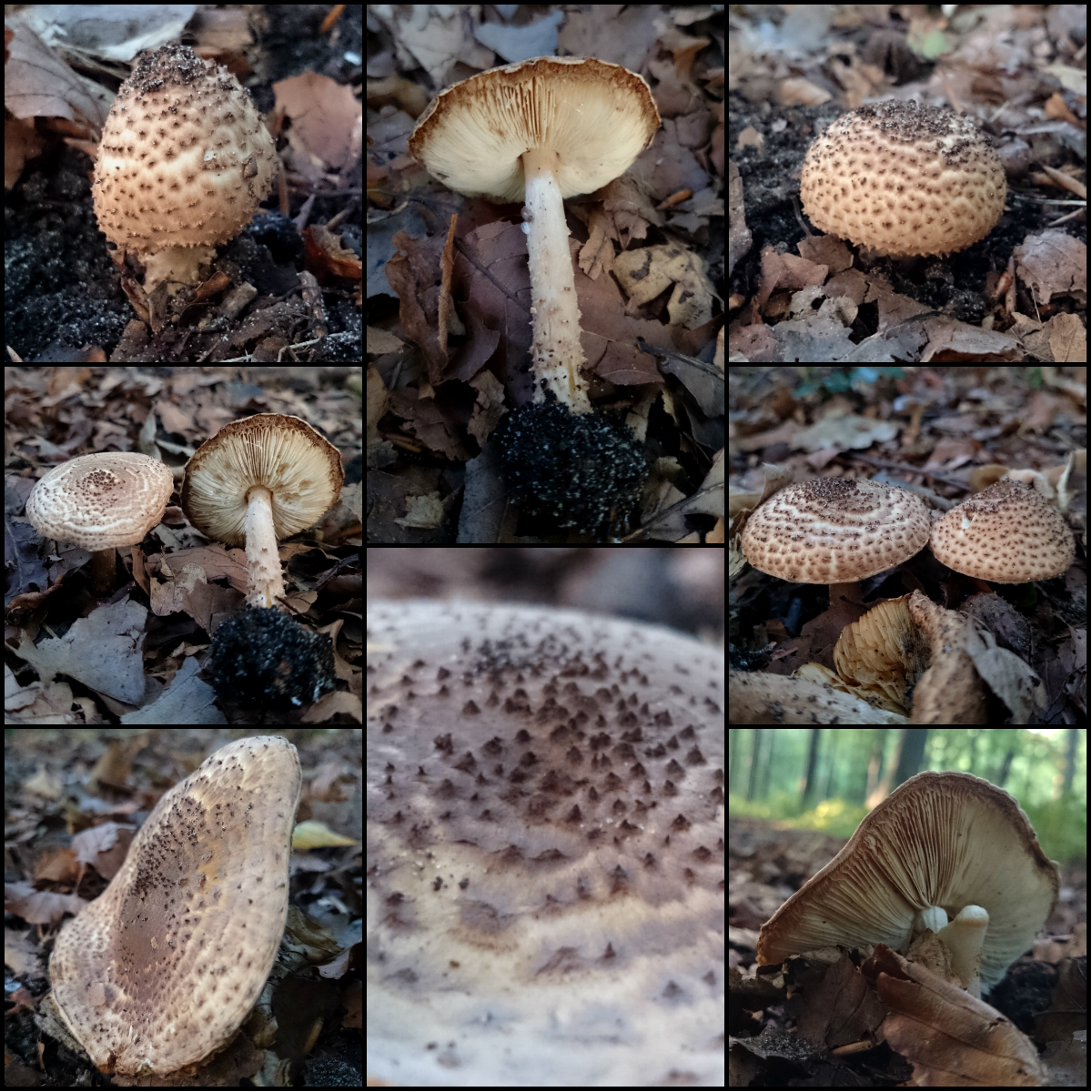
!!Lepiota perplexa!!
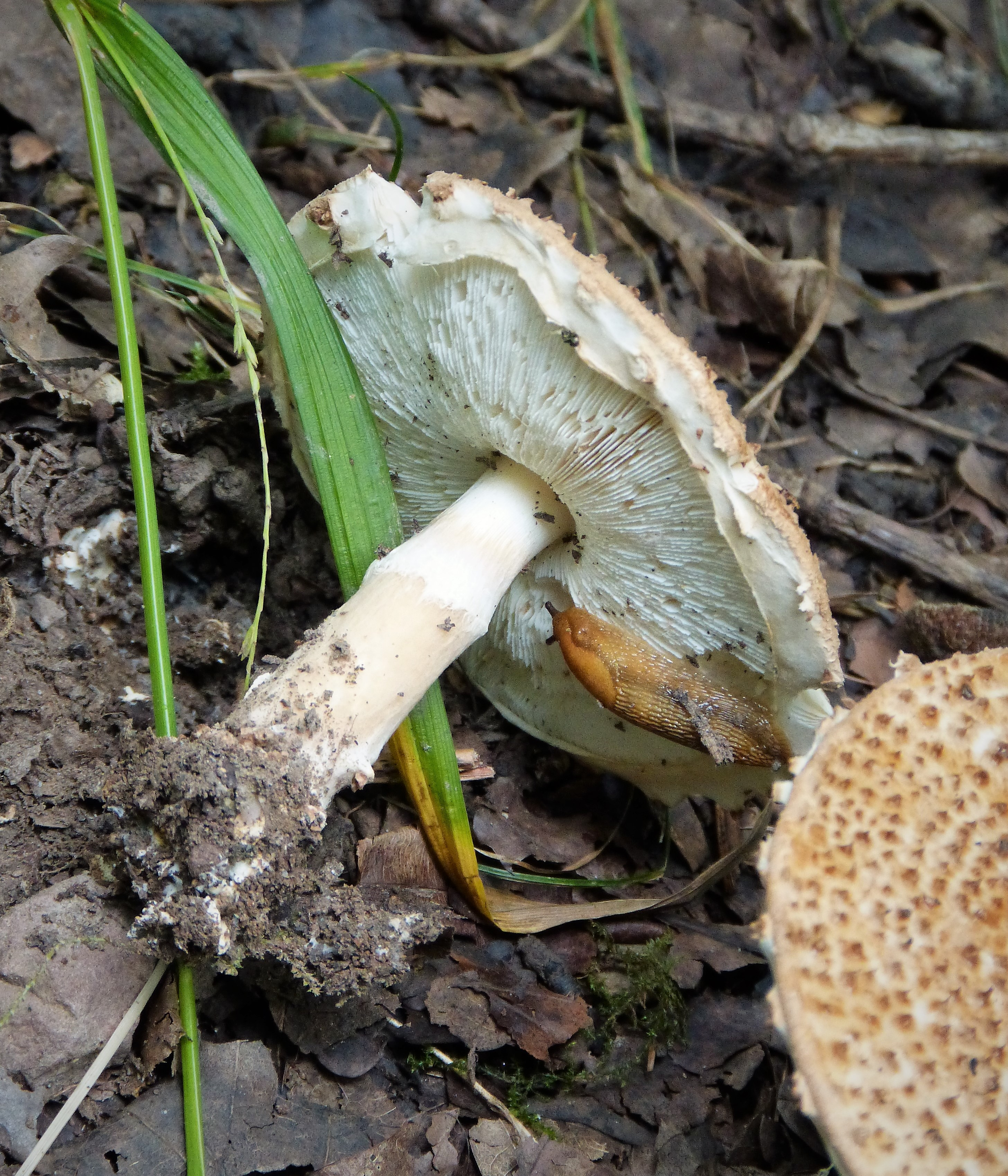
!!!Lepiota pseudolilacea sin. Lepiota pseudohelveola!!!
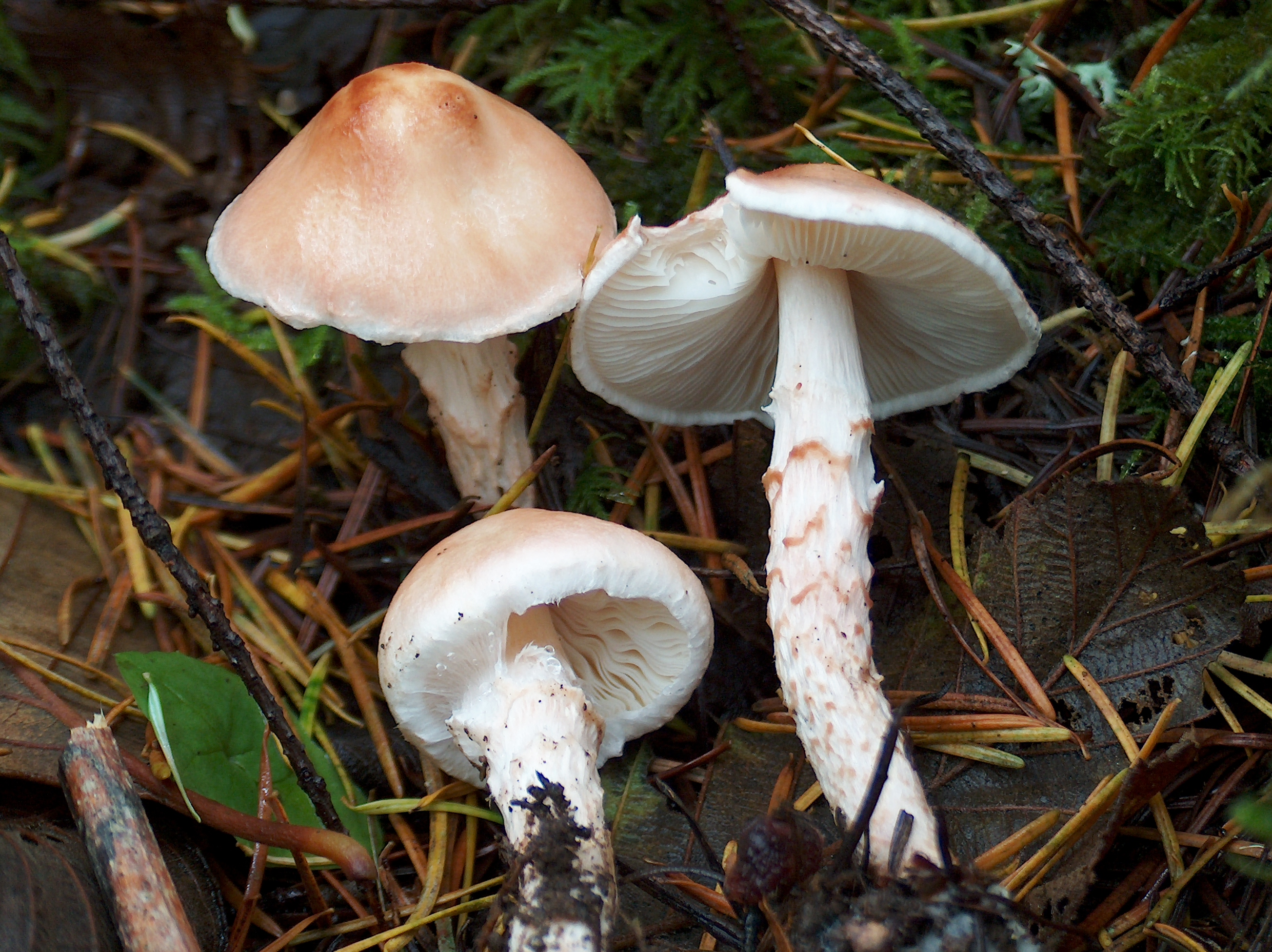
!!!Lepiota subincarnata!!!

## Valorificare
Specia destul de mică nu este atractivă, singur în cea ce privește calitatea cărnii. Nu există detalii suplimentare despre otrăviri cu Lepiota lilacea, dar nu este în niciun caz mai puțin periculoasă, deși are un miros și gust plăcut. Trebuie stat departe de ciupercile acestui gen cu pălării mai mici, pentru că între ele există unele mortale care conțin toxinele ale Amanita phalloides.